# Barbro Skantze

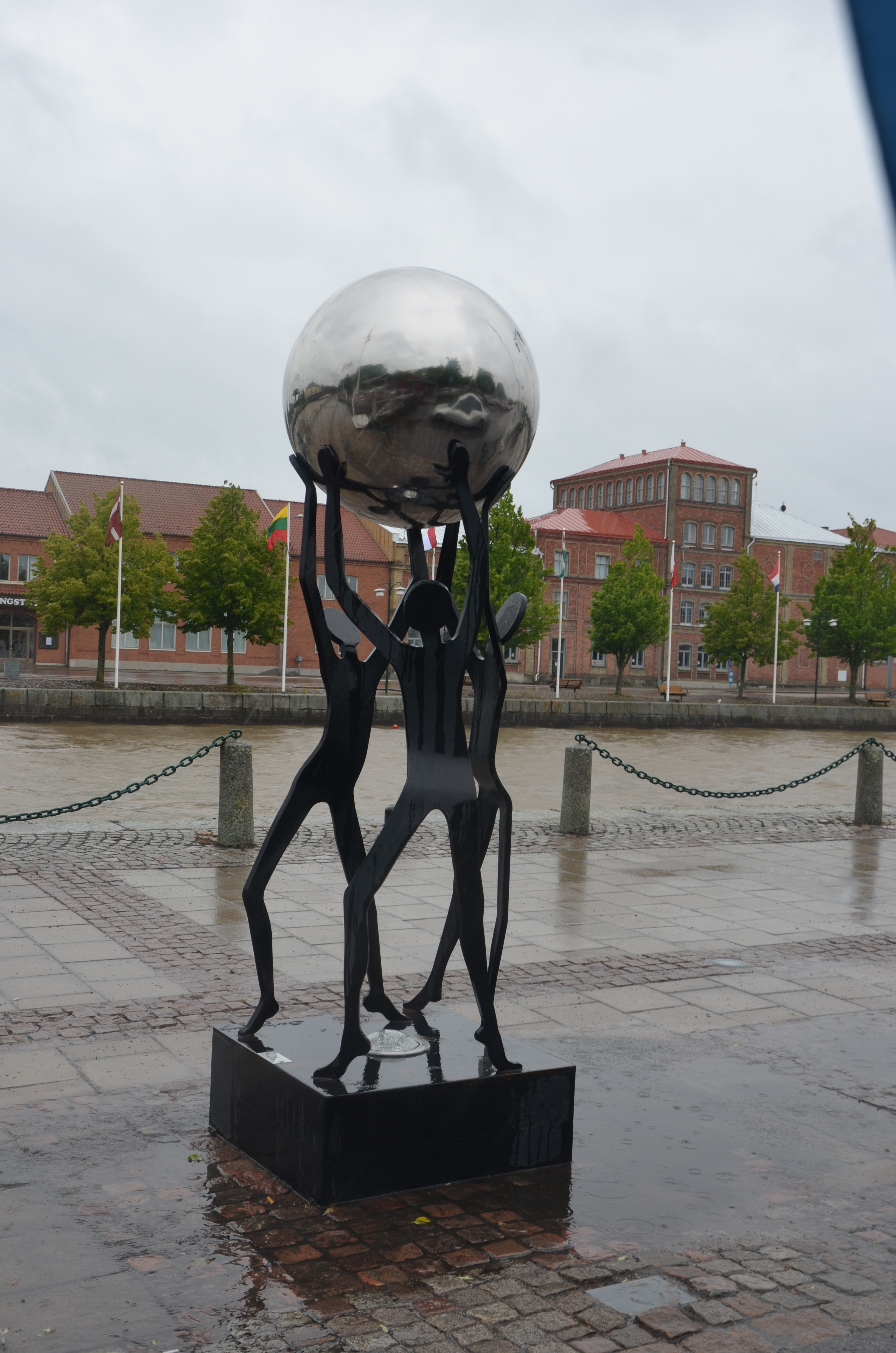
Klotet i Lidköpings innerhamn

Barbro Monica Skantze,  född 2 juni 1935, är en svensk målare och skulptör}.
Barbro Skantze har utbildat sig på Pomonahusets konstskola och på KV konstskola i Göteborg. Hon arbetar med akvareller och skulpturer i stål. Hon bor och verkar i Lidköping. 

## Offentliga verk i urval
- Klotet, stål, 2002 i Lidköpings innerhamn